# Rakovci (Słowenia)
Rakovci – wieś w Słowenii, w gminie Sveti Tomaž. 1 stycznia 2018 liczyła 119 mieszkańców.